# Violet Bent Backwards over the Grass
Violet Bent Backwards over the Grass — дебютна книга американської співачки і авторки пісень Лани Дель Рей. 
Спочатку планувалося, що книга вийде до друку у серпні 2019 року, перед релізом альбому Norman Fucking Rockwell!, проте згодом дата виходу неодноразово змінювалася та переносилася. У грудні 2019 року Дель Рей оголосила, що випустить альбом, який буде супроводжувати збірку. Обкладинка, на якій зображене апельсинове дерево, була виконана художницею Ерікою Лі Сірс й представлена в квітні 2020 року в Instagram акаунті Лани. Альбом вийшов 28 липня 2020 року, а книга вийшла у видавництві Simon & Schuster 29 вересня 2020 року.
Книга містить понад тридцять оригінальних віршів і фотографій, включаючи «13 довгих віршів» і кілька коротких творів. Після виходу вона розташувалася на четвертому місці у списку бестселерів за версією газети The New York Times.

## Процес створення
Протягом всієї своєї кар'єри, Лана Дель Рей часто говорила, що її надихає поезія, а Волт Вітмен і Аллен Гінсберг відігравали важливу роль у написанні багатьох її пісень. Дель Рей написала кілька віршів, які вона використовувала як монологи у своїх музичних кліпах і короткометражних фільмах, найвідомішими серед яких були довші, меланхолійніші твори у її фільмах Ride (2012) і Tropico (2013).
Після випуску п'ятого альбому Lust for Life у липні 2017 року у Дель Рей почалася творча криза. Вона перестала записувати музику, і їй, як вона казала, «приходили на думку лише довгі вірші». До січня наступного року вона позбулася кризи і під час 60-ї церемонії «Греммі» розповіла журналістам про початок запису нового альбому і власної збірки.
Співачка знову заговорила про книгу 18 вересня 2018 року під час інтерв’ю із Зейн Лоу після прем’єри треку «Venice Bitch». Дель Рей заявила, що книга міститиме короткі оповідання та близько 30 віршів і буде називатися Violet Bent Backwards over the Grass. 2 січня 2019 року Лана опублікувала відео у Facebook, в якому оголосила, що збірка була закінчена в останній тиждень 2018 року і що весь процес написання тривав 13 місяців.
У період з 20 лютого 2019 року по 11 квітня 2019 року Дель Рей публікувала різні вірші зі збірки у своєму акаунті в Instagram, зокрема «Happy», «Quiet Waiter Blue Forever», «The Land of 1000 fires», «Never to Heaven» і «Past the bushes cypress thriving».
Незабаром після цього співачка повідомила, що продаватиме копії всього за долар.  Однак початкові плани Лани змінилися, коли Simon & Schuster придбали права і випустили книгу за стандартною ціною.

## Реліз
8 липня було відкрито попереднє замовлення як на аудіокнигу, так і на друковане видання Violet Bent Backwards over the Grass. Хоча у цифровому форматі аудіокнига вийшла 28 липня, її видання на фізичних носіях (компакт-диски, вініл та касети) відбулося 2 жовтня. 

### Книга
Violet Bent Backwards over the Grass вийшла 29 вересня 2020 року як книга на 128 сторінок у твердій палітурці. 3 жовтня 2020 року Лана Дель Рей влаштувала несподівану зустріч з шанувальниками в магазині Barnes & Nobles в Лос-Анджелесі. Подія викликала суперечки через рішення Лани носити сітчасту маску, яка була більш аксесуаром, ніж захистом і фотографуватися в безпосередній близькості зі своїми шанувальниками під час триваючої пандемії COVID-19. Згодом захід було завершено через недотримання правил охорони здоров’я.
Реліз книги мав успіх: книга посіла 4 місце в списку бестселерів New York Times.

### Альбом/аудіокнига
Violet Bent Backwards over the Grass також вийшов як перший розмовний альбом Лани Дель Рей. Аудіокнига вийшла через лейбли Interscope та Polydor 28 липня 2020 року, за два місяці до виходу книги. Дель Рей вибрала для аудіозапису 14 з 30 віршів, які з’явилися в книзі. 
Окрім власного голосу Дель Рей, в альбомі представлений інструментальний акомпанемент від Джека Антоноффа, з яким Дель Рей вперше співпрацювала над Norman Fucking Rockwell! (2019), а пізніше над Chemtrails over the Country Club (2021).
Альбом посів 19 місце в чарті Billboard Top Album Sales і 3 місце в чарті вінілових альбомів у США.
Пізніше також вийшли інші версії аудіокниги, перекладені іспанською, польською, шведською, традиційною китайською, угорською, французькою та італійською мовами. Єдиний сингл з альбому, «LA Who Am I to Love You», вийшов в той же день, що й альбом.

#### Список продекламованих віршів
1. «LA Who Am I to Love You».
2. «The Land of 1,000 Fires».
3. «Violet Bent Backwards Over the Grass».
4. «Past the Bushes Cypress Thriving».
5. «Salamander».
6. «Never to Heaven».
7. «Sportcruiser».
8. «Tessa DiPietro».
9. «Quiet Waiter Blue Forever».
10. «What Happened When I Left You».
11. «Happy».
12. «My Bedroom Is a Sacred Place Now — There Are Children at the Foot of My Bed».
13. «Paradise Is Very Fragile».
14. «Bare Feet on Linoleum».

У книзі присутні всі ці вірші, а також  «In the Hills of Benedict Canyon», «Sugarfish», «Ringtone», «In the Flats of Melrose», «Thanks to the Locals», шість моновіршів та десять хайку.